# Айгек (Армавір)
Айгек (вірм. Այգեկ) — село в марзі Армавір, на заході Вірменії. В селі проживають емігранти з Ірану. Село розташоване за 8 км на північний схід від міста Вагаршапат, за 1 км на схід від села Баграмян та за 2 км на північний захід від села Мердзаван.